# Malanowski i partnerzy
Malanowski i partnerzy – polski serial paradokumentalny o tematyce kryminalnej oparty na niemieckim oryginale Lenßen und Partner (na licencji SAT.1) emitowany na antenie telewizji Polsat w latach 2009–2016. Treścią serialu była działalność warszawskiego biura detektywistycznego prowadzonego przez Bronisława Malanowskiego (Bronisław Cieślak). Serial realizowano na terenie Warszawy i okolic Piaseczna.
Kontynuowany w 2024 w nowej odsłonie i z nowym tytułem: Malanowski. Nowe rozdanie.

## Bohaterowie
Szef biura
- Bronisław Malanowski (Bronisław Cieślak) – szef biura detektywistycznego (odc. 1–807).

Partnerzy
- Marta Leleniewska (Marta Leleniewska) – asystentka detektywa, partnerka Marka Krupskiego (odc. 1–313).
- Anna Wilk (Anna Lucińska) – asystentka detektywa (odc. 322–807).
- Marek Krupski (Marek Krupski) – asystent detektywa (odc. 1–807).
- Magdalena Dębska (Magdalena Rembacz) – asystentka detektywa (odc. 54–806).
- Tomasz Orlik (Tomasz Mandes) – asystent detektywa (odc. 54–806).

Role klientów biura oraz osób z nimi związanych (członków rodziny, znajomych, oprawców) odgrywali głównie aktorzy-amatorzy wynajmowani przez agencje statystów.

## Spis serii
| Seria | Odcinki      | Premiera (Polsat) | Premiera (Polsat) | Premiera (Polsat)    | Premiera (Polsat)               |
| Seria | Odcinki      | Sezon             | Początek emisji   | Koniec emisji        | Pora emisji                     |
| ----- | ------------ | ----------------- | ----------------- | -------------------- | ------------------------------- |
| 1.    | 1–78 (78)    | wiosna 2009       | 9 lutego 2009     | 29 maja 2009         | poniedziałek–piątek 16.25/16.30 |
| 2.    | 79–142 (64)  | jesień 2009       | 31 sierpnia 2009  | 3 grudnia 2009       | poniedziałek–piątek 16.25/16.30 |
| 3.    | 143–182 (40) | wiosna 2010       | 1 marca 2010      | 27 kwietnia 2010     | poniedziałek–piątek 16.25/16.30 |
| 4.    | 183–247 (65) | jesień 2010       | 6 września 2010   | 7 grudnia 2010       | poniedziałek–piątek 16.25/16.30 |
| 5.    | 248–313 (66) | wiosna 2011       | 28 lutego 2011    | 31 maja 2011         | poniedziałek–piątek 16.25/16.30 |
| 6.    | 314–374 (61) | jesień 2011       | 5 września 2011   | 30 listopada 2011    | poniedziałek–piątek 16.25/16.30 |
| 7.    | 375–434 (60) | wiosna 2012       | 27 lutego 2012    | 23 maja 2012         | poniedziałek–piątek 16.25/16.30 |
| 8.    | 435–494 (60) | jesień 2012       | 3 września 2012   | 26 listopada 2012    | poniedziałek–piątek 16.25/16.30 |
| 9.    | 495–554 (60) | wiosna 2013       | 25 lutego 2013    | 22 maja 2013         | poniedziałek–piątek 16.25/16.30 |
| 10.   | 555–607 (53) | jesień 2013       | 2 września 2013   | 15 listopada 2013    | poniedziałek–piątek 16.25/16.30 |
| 11.   | 608–647 (40) | wiosna 2014       | 3 marca 2014      | 28 kwietnia 2014     | poniedziałek–piątek 16.25/16.30 |
| 12.   | 648–687 (40) | jesień 2014       | 15 września 2014  | 7 listopada 2014     | poniedziałek–piątek 16.25/16.30 |
| 13.   | 688–727 (40) | wiosna 2015       | 2 marca 2015      | 27 kwietnia 2015     | poniedziałek–piątek 16.25/16.30 |
| 14.   | 728–767 (40) | jesień 2015       | 7 września 2015   | 30 października 2015 | poniedziałek–piątek 16.25/16.30 |
| 15.   | 768–807 (40) | wiosna 2016       | 29 lutego 2016    | 25 kwietnia 2016     | poniedziałek–piątek 16.25/16.30 |

We wrześniu 2016 roku serwis Wirtualnemedia.pl podał, że Telewizja Polsat definitywnie zrezygnowała z dalszej produkcji serialu.

## Kontrowersje
W maju 2014 roku Krajowa Rada Radiofonii i Telewizji nałożyła karę w wysokości 50 tys. złotych na nadawcę serialu, Telewizję Polsat, za naruszenie art. 18 ust. 5 ustawy o radiofonii i telewizji emisją odcinka nr 553 pt. „Rzeźnik” w dniu 21 maja 2013 r. o godz. 16:30. 

Według Rady odcinek zawierał treści wysoce drastyczne (m.in. naturalistyczne obrazy poćwiartowanego ciała), demoralizujące (przemoc przy próbie morderstwa) i skrajnie patologiczne (zachowanie psychopaty), mogące mieć negatywny wpływ na widzów małoletnich, jednocześnie zaburzając ich poczucie bezpieczeństwa i prawidłowy rozwój psychofizyczny. Epizod został wyemitowany ze zbyt niskim oznaczeniem wiekowym (dozwolone do oglądania od 12, zamiast od 18 roku życia) oraz o zbyt wczesnej porze emisji (przed godziną 23:00).

Nadawca, kwalifikując w całości serial pt. „Malanowski i partnerzy” jako dozwolony dla widzów od lat 12 powinien uwzględnić, że odcinek pt. „Rzeźnik” zawiera treści, które wykraczają poza przeciętny schemat realizacji wątków kryminalnych. Opowiada bowiem o zwyrodniałym przestępcy, psychopacie, którego zachowanie, jak wynika z rozmowy prowadzonej pomiędzy bohaterami (detektywem i policjantem) trudne jest do zrozumienia i uzasadnienia nawet przez przedstawicieli służb mających na co dzień do czynienia z osobami naruszającymi prawo. Zaprezentowany w audycji przypadek jest zbyt trudny w percepcji dla widzów poniżej 18 roku życia z punktu widzenia ich dojrzałości emocjonalnej, moralnej i intelektualnej. Odbiór tego typu treści, wytwarzających silne emocje u odbiorcy, może budzić lęk i zachwiać poczuciem bezpieczeństwa małoletnich widzów oraz mieć negatywny wpływ na ich dalszy rozwój psychiczny, moralny i fizyczny.

## Malanowski. Nowe rozdanie
W marcu 2024 roku ogłoszono plany wyprodukowania kontynuacji serialu w nowej odsłonie i pod nową nazwą: Malanowski. Nowe rozdanie.

### Bohaterowie
Szef biura
- Andrzej Malanowski (Andrzej Grabowski) – szef biura detektywistycznego; brat Bronisława Malanowskiego, po którym na skutek jego tragicznej śmierci, odziedziczył biuro[17].

Partnerzy
- Anna Wilk (Anna Lucińska) – asystentka detektywa.
- Marek Krupski (Marek Krupski) – asystent detektywa.
- Wojciech Dereń (Wacław Warchoł) – asystent detektywa[18].
- Sylwia Konecka (z domu Poręba) (Magdalena Dwurzyńska) – asystentka detektywa[19].

### Emisja
| Seria | Odcinki    | Pierwsza emisja telewizyjna | Pierwsza emisja telewizyjna | Pierwsza emisja telewizyjna | Pierwsza emisja telewizyjna       | Pierwsza emisja telewizyjna | Źródło        |
| Seria | Odcinki    | Sezon                       | Początek emisji             | Koniec emisji               | Pora emisji                       | Kanał                       | Źródło        |
| ----- | ---------- | --------------------------- | --------------------------- | --------------------------- | --------------------------------- | --------------------------- | ------------- |
| 1.    | 1–48 (48)  | jesień 2024                 | 2 września 2024             | 21 listopada 2024           | poniedziałek–czwartek 19.35/19.40 | Polsat                      | [ 16 ] [ 20 ] |
| 2.    | 49–80 (32) | zima–wiosna 2025            | 3 lutego 2025               | 27 marca 2025               | poniedziałek–czwartek 20.00       | TV4                         | —             |

W czerwcu 2025 roku serwis Press.pl podał, że nadawca nie planuje kontynuacji serii.

### Oglądalność
Średnia widownia serialu jesienią 2024 roku (w czasie pierwszej emisji na antenie telewizji linearnej) wyniosła 495 tys. osób (SHR: 4,2%). Podobną widownię serial zdobywał w lutym i pierwszej połowie marca następnego roku po przeniesieniu go na antenę TV4.